# Haliclona walentinae
Haliclona walentinae är en svampdjursart som beskrevs av Díaz, Thacker, Rützler och Piantoni 2007. Haliclona walentinae ingår i släktet Haliclona och familjen Chalinidae. Inga underarter finns listade i Catalogue of Life.